# 滔溪镇
滔溪镇，是中华人民共和国湖南省益阳市安化县下辖的一个乡镇级行政单位。

## 行政区划
滔溪镇下辖以下地区：
滔东社区、滔溪社区、长乐村、南山村、乐坪村、英家村、方谷村、斗山村、和安村、新联村、龙洞村、文溪村、梅兰坪村和上马村。